# True (bài hát của Spandau Ballet)
"True" là một bài hát của ban nhạc người Anh quốc Spandau Ballet nằm trong album phòng thu thứ ba của họ cùng tên (1983). Nó được phát hành như là đĩa đơn thứ ba trích từ album vào ngày 11 tháng 4 năm 1983 bởi Chrysalis Records. Bài hát được viết lời bởi thành viên của nhóm Gary Kemp, trong khi phần sản xuất được đảm nhiệm bởi Jolley & Swain (Steven Nicholas Jolley và Tony Swain), cộng tác viên quen thuộc trong sự nghiệp của nhóm. Được sáng tác như là một sự tri ân đến âm nhạc của Marvin Gaye, "True" là một bản blue-eyed soul ballad kết hợp với những yếu tố từ new wave mang nội dung đề cập đến một người đàn ông nảy sinh tình cảm với một cô gái và khẳng định tình cảm của bản thân là chân thật nhưng không được hồi đáp lại, trong đó tham chiếu phần lời từ tác phẩm năm 1955 của Vladimir Nabokov Lolita.
"True" cũng như toàn bộ album đánh dấu lần hợp tác đầu tiên giữa Spandau Ballet và Jolley & Swain, và bộ đôi nhà sản xuất sẽ tiếp tục tham gia thực hiện cho album phòng thu tiếp theo của nhóm, Parade (1984). Sau khi phát hành, nó nhận được những phản ứng trái chiều từ các nhà phê bình âm nhạc, trong đó họ đánh giá cao giai điệu sâu lắng, chất giọng của giọng ca chính Tony Hadley và quá trình sản xuất nó, nhưng cũng vấp phải nhiều ý kiến chỉ trích xung quanh một số phần lời bài hát bị cho là vô nghĩa và sáo rỗng. Tuy nhiên, "True" đã tiếp nhận những thành công vượt trội về mặt thương mại, đứng đầu các bảng xếp hạng ở Canada, Ireland và Vương quốc Anh, đồng thời lọt vào top 10 ở hầu hết những quốc gia bài hát xuất hiện, bao gồm vươn đến top 5 ở những thị trường lớn trên thế giới như Úc, Hà Lan, New Zealand, Tây Ban Nha và Thụy Sĩ.
Tại Hoa Kỳ, "True" đạt vị trí thứ tư trên bảng xếp hạng Billboard Hot 100, trở thành đĩa đơn đầu tiên của Spandau Ballet vươn đến top 5 và đạt thứ hạng cao nhất tại đây. Video ca nhạc cho bài hát được đạo diễn bởi Russell Mulcahy, trong đó bao gồm những cảnh Spandau Ballet hát và chơi nhạc trong một căn phòng và kết hợp với nhiều hiệu ứng hình ảnh khác nhau như ánh đèn phát sáng, màn chắn gió và phủ bóng. Để quảng bá cho "True", nhóm đã trình diễn nó trên nhiều chương trình truyền hình và lễ trao giải lớn, bao gồm Countdown, Top of the Pops và Live Aid năm 1985, cũng như trong nhiều chuyến lưu diễn của họ. Được ghi nhận là bài hát trứ danh trong sự nghiệp của Spandau Ballet, bài hát đã xuất hiện trong nhiều tác phẩm điện ảnh và truyền hình, bao gồm Sixteen Candles , EastEnders, Family Guy, The Flash, Lucifer, Modern Family, The Simpsons, Single Parents và Suits.

## Danh sách bài hát
| - Đĩa 7" tại châu Âu và Anh quốc 1. "True" – 5:40 2. "Lifeline" (phối lại) – 3:34 - Đĩa 12" tại châu Âu 1. "True" – 5:40 2. "Lifeline" (phối lại) – 3:34 3. "Lifeline" (A Capella) – 2:01 | - Đĩa 7" tại Hoa Kỳ 1. "True" – 5:40 2. "Gently" – 4:01 - Đĩa 12" tại Anh quốc 1. "True" (bản album) – 6:30 2. "True" (trực tiếp) – 6:54 |

## Xếp hạng
| Bảng xếp hạng (1983)                  | Vị trí cao nhất |
| ------------------------------------- | --------------- |
| Úc (Kent Music Report)                | 4               |
| Bỉ (Ultratop 50 Flanders)             | 9               |
| Canada (RPM)                          | 1               |
| Canada Adult Contemporary (RPM)       | 1               |
| Pháp (SNEP)                           | 13              |
| Đức (Official German Charts)          | 9               |
| Ireland (IRMA)                        | 1               |
| Ý (FIMI)                              | 39              |
| Hà Lan (Dutch Top 40)                 | 4               |
| Hà Lan (Single Top 100)               | 5               |
| New Zealand (Recorded Music NZ)       | 4               |
| Nam Phi (Springbok Radio)             | 21              |
| Tây Ban Nha (AFYVE)                   | 3               |
| Thụy Sĩ (Schweizer Hitparade)         | 5               |
| Anh Quốc (OCC)                        | 1               |
| Hoa Kỳ Billboard Hot 100              | 4               |
| Hoa Kỳ Adult Contemporary (Billboard) | 1               |

| Bảng xếp hạng (1983)                 | Vị trí |
| ------------------------------------ | ------ |
| Australia (Kent Music Report)        | 43     |
| Belgium (Ultratop 50 Flanders)       | 86     |
| Canada (RPM)                         | 19     |
| Netherlands (Dutch Top 40)           | 49     |
| Netherlands (Single Top 100)         | 62     |
| New Zealand (Recorded Music NZ)      | 28     |
| UK Singles (Official Charts Company) | 6      |
| US Billboard Hot 100                 | 92     |

| Bảng xếp hạng (1980-89)              | Vị trí |
| ------------------------------------ | ------ |
| UK Singles (Official Charts Company) | 62     |

## Chứng nhận
| Quốc gia | Chứng nhận | Số đơn vị/doanh số chứng nhận |
| --- | ---------- | ----------------------------- |
| Canada (Music Canada) | Vàng       | 50.000^                       |
| Anh Quốc (BPI) | Vàng       | 500.000^                      |
| * Chứng nhận dựa theo doanh số tiêu thụ. ^ Chứng nhận dựa theo doanh số nhập hàng. ‡ Chứng nhận dựa theo doanh số tiêu thụ và phát trực tuyến. |            |                               |